# Coenosia bivittata
Coenosia bivittata este o specie de muște din genul Coenosia, familia Muscidae, descrisă de Stein în anul 1908.
Este endemică în Insulele Canare. Conform Catalogue of Life specia Coenosia bivittata nu are subspecii cunoscute.